# Aldealengua de Pedraza
Aldealengua de Pedraza è un comune spagnolo di 93 abitanti situato nella comunità autonoma di Castiglia e León.